# الريان (حمص)
الريان قرية في ناحية قرى مركز حمص التابعة لمنطقة حمص في محافظة حمص في سورية.